# Цзиньта
Цзиньта́ (кит. упр. 金塔, пиньинь Jīntǎ) — уезд городского округа Цзюцюань провинции Ганьсу (КНР). Уезд назван в честь буддийского храма Цзиньтасы.

## История
При империи Хань в этих местах был создан уезд Хуэйшуй (会水县). При империи Северная Вэй он был присоединён к уезду Фулу (福禄县).
В 1913 году из уезда Гаотай (高台县) был выделен уезд Цзиньта (занимал западную часть современной территории уезда), тогда же был создан уезд Маому (毛目县, занимал восточную часть современной территории уезда). В 1928 году уезд Маому был переименован в Динсинь (鼎新县).
В 1949 году был образован Специальный район Цзюцюань (酒泉专区), и эти земли вошли в его состав. В 1955 году Специальный район Цзюцюань и Специальный район Увэй были объединены в Специальный район Чжанъе (张掖专区). В марте 1956 года уезд Динсинь был присоединён к уезду Цзиньта. В ноябре 1958 года уезды Цзиньта и Цзюцюань были объединены в городской уезд Цзюцюань, подчинённый напрямую правительству специального района.
В 1961 году были воссозданы Специальный район Цзюцюань и уезд Цзиньта. В 1970 году Специальный район Цзюцюань был переименован в Округ Цзюцюань (酒泉地区).
Постановлением Госсовета КНР от 18 июня 2002 года были расформированы округ Цзюцюань и городской уезд Цзюцюань, и образован городской округ Цзюцюань.

## Административное деление
Уезд делится на 5 посёлков и 4 волости.